# Архангельский сельсовет (Пензенская область)
Архангельский сельсовет — сельское поселение в Городищенском районе Пензенской области Российской Федерации.
Административный центр — село Архангельское.

## История
Статус и границы сельского поселения установлены Законом Пензенской области от 2 ноября 2004 года № 690-ЗПО «О границах муниципальных образований Пензенской области».

## Население
| 2002  | 2010  | 2012  | 2013  | 2014  | 2015  | 2016  |
| ----- | ----- | ----- | ----- | ----- | ----- | ----- |
| 1842  | ↘1588 | ↘1568 | ↘1529 | ↘1472 | ↘1466 | ↘1430 |
| 2017  | 2018  | 2021  |       |       |       |       |
| ↗1446 | ↗1489 | ↘1468 |       |       |       |       |

## Состав сельского поселения
| № | Населённый пункт | Тип населённого пункта       | Население |
| - | ---------------- | ---------------------------- | --------- |
| 1 | Архангельское    | село, административный центр | ↗1368     |
| 2 | Лесной           | посёлок                      | 80        |
| 3 | Уранка           | село                         | ↘170      |